# Saskatoon Silverspring-Sutherland (circonscription saskatchewanaise)
Pour les articles homonymes, voir Saskatoon (homonymie), Silverspring et Sutherland.
Circonscription électorale provinciale du Canada
Saskatoon Silverspring-Sutherland est une ancienne circonscription électorale provinciale de la Saskatchewan au Canada. Elle est représentée à l'Assemblée législative de la Saskatchewan de 2016 à 2024.

## Géographie
La circonscription représente la région au centre-nord de la ville de Saskatoon.

## Liste des députés
| Parlement | Années                                                                    | Député                                                                    | Député                                                                    | Parti                                                                     |
| Saskatoon Silverspring-Sutherland                                                                                  | Saskatoon Silverspring-Sutherland                                         | Saskatoon Silverspring-Sutherland                                         | Saskatoon Silverspring-Sutherland                                         | Saskatoon Silverspring-Sutherland                                         |
| Circonscription issue de Saskatoon Sutherland et Saskatoon Silver Springs                                          | Circonscription issue de Saskatoon Sutherland et Saskatoon Silver Springs | Circonscription issue de Saskatoon Sutherland et Saskatoon Silver Springs | Circonscription issue de Saskatoon Sutherland et Saskatoon Silver Springs | Circonscription issue de Saskatoon Sutherland et Saskatoon Silver Springs |
| --- | ------------------------------------------------------------------------- | ------------------------------------------------------------------------- | ------------------------------------------------------------------------- | ------------------------------------------------------------------------- |
| 28e | 2016–2020                                                                 |                                                                           | Paul Merriman                                                             | Saskatchewanais                                                           |
| 29e | 2020–2024                                                                 |                                                                           | Paul Merriman                                                             | Saskatchewanais                                                           |
| Circonscription abolie, voir Saskatoon University-Sutherland, Saskatoon Silverspring et Saskatoon Chief Mistawasis |                                                                           |                                                                           |                                                                           |                                                                           |